# Milton Valverde
Milton Valverde   (Poás Canton, 26 de juliol de 1907 - valor desconegut) fou un futbolista costa-riqueny de la dècada de 1930.
Fou internacional amb la selecció de Costa Rica. Pel que fa a clubs, destacà a durant tota la seva carrera a Club Sport Herediano, on jugà durant 18 temporades, club del qual també en fou entrenador.
Forma part de la Galería Costarricense del Deporte.